# The House of the Dead: Overkill
The House of the Dead: Overkill é um jogo eletrônico de rail shooter em primeira pessoa desenvolvido pela Headstrong Games e publicado pela Sega para o Wii. É o primeiro jogo da série The House of the Dead a ser realizado somente para plataforma de console. O jogo foi lançado na América do Norte e nas regiões PAL em fevereiro de 2009 e em setembro do mesmo ano no Japão.

## História
O jogo serve como prequela ao primeiro jogo da série, tomando-se lugar no ano de 1991 onde o Agente Especial G – o protagonista da série The House of the Dead – recebe sua primeira missão. Com a parceria do Detetive Washington, eles são enviados para investigar a história de desaparecimento misteriosos em uma pequena cidade no estado de Louisiana, Estados Unidos, além de enfrentarem um vilão conhecido como Papa Caesar. A dupla não sabe quase nada sobre os mutantes que o esperam na cidade de Bayou.

## Personagens
- Agent G: Chamado apenas por "G". Apesar de inexperiente, possui um treinamento pesado. Foi graduado como o melhor em sua classe na academia AMS e está a trabalhar em sua primeira missão.
- Detective Washington: Viciado em bebidas e com fama de destruir sentimentos das mulheres a qual se relaciona, possui a vingança constante pela morte de seu pai pelas mãos de Papa Caesar.
- Varla Guns: A mais famosa Stripper de Bayou City,Varla é também a irmã do gênio da ciência Jasper Guns. Ela se junta aos agentes para acabar com o Papa Caesar, um triângulo amoroso é criado pelo trio.
- Papa Caesar: Criminosos de alto perigo, Caesar forçou Jasper, o irmão de Varla, a desenvolver um componente estranho com efeitos mutagênicos. Com a ajuda dos prisioneiros da cidade, ele transforma habitantes inocentes de Bayou City em zombies e monstros.

## Jogabilidade
O jogo faz introduções de diversas novas opções para a série, incluindo a habilidade chamada "Mo-Fo Time" onde o tempo é pausado para facilitar as oportunidades de headshots, e uso do sensor de movimentos do Wii Remote para ataques corporais. O jogo ainda possui um sistema de pontuações de combos que aumenta o número de pontos ganhos por cada batida em um inimigo, chegando ao ponto culminante de 1000 pontos por morte chamado "Goregasm". Uma nova opção chamada "Battle Screen" adiciona mais desafio ao jogo, onde a câmera deve ser expandida pela tela, forçando aos jogadores se moverem de seu ponto de vista.
O modo história é feito por sete episódios, se passando em locações como trem, hospital e em um carnaval, todos com características de um filme do gênero grindhouse. Depois de terminar o modo história, o jogador desbloqueia o modo "Director's Cut" o qual possui novas partes de cenários, inimigos e continues ilimitados. O jogo também possui três mini-jogos para até 4 jogadores. Mais uma vez, o modo cooperativo multiplayer é disponibilizado, desbloqueada ao completar o modo "Director's Cut".

## Recepção
A Eurogamer deu a Overkill a nota 8 de 10, citando o valor do jogo e sua apresentação, além do sistema de pontuações, mas ressaltou problemas no equilíbrio das armas. A análise da IGN atribuiu uma nota 8,3 de 10 ao jogo, considerando-o "obrigatório para os jogadores hardcores com Wii", mas notou problemas no framerate.
Em sua análise, o site Wii Brasil destacou a fluidez e o som do jogo, mas lamentou os gráficos ultrapassados e a falta de polimento. Mesmo assim, consagrou-o como um dos jogos mais caprichados para o console pela originalidade e adequação do contexto do jogo à sua ambientação. A recomendação final foi de 86%.
O jogo entrou para o Guiness Book por ser considerado o jogo mais profano pela quantidade de palavrões. Em 3 horas de diálogos no jogo foram contadas cerca de 189 palavrões.